# Manfred Schoof

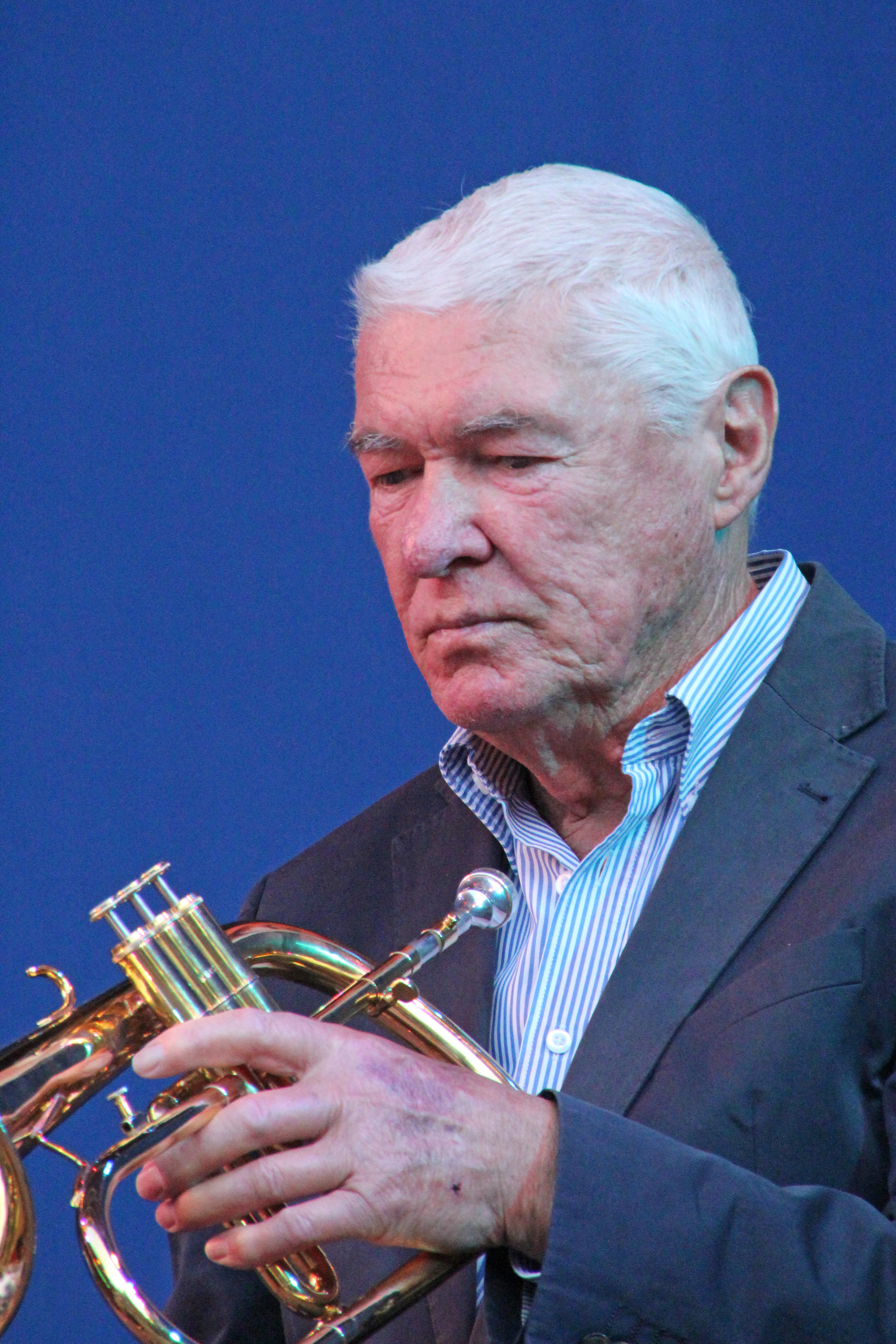
Manfred Schoof bei Jazz im Palmengarten (2018)

Manfred Schoof (* 6. April 1936 in Magdeburg) ist ein deutscher Jazztrompeter (auch Flügelhorn, Kornett) und gilt als „der große Romantiker unter den in Deutschland wirkenden Jazz-Avantgardisten“ (Hans Kumpf). Er ist auch als Komponist hervorgetreten. Ab 1990 war er als Professor an der Hochschule für Musik Köln tätig.

## Leben und Wirken
Schoof studierte von 1955 bis 1957 an der Musikakademie der Stadt Kassel, von 1958 bis 1963 an der Hochschule für Musik in Köln, wo er Kompositionsschüler von Bernd Alois Zimmermann wurde. Er spielte zunächst bei Fritz Münzer und Gunter Hampel sowie bei Harald Banter. Sein erstes Quintett gründete er 1965; diese nur bis 1967 bestehende Gruppe war richtungsweisend und maßgeblich an der Entwicklung des Free Jazz in Europa beteiligt. „Getragen von einem elaborierten kompositorischen Bezugsrahmen und einer großen Sorgfalt für formale Details“ ist dessen auf drei Alben dokumentierte Musik „durchaus im Gleichgewicht von Konstruktion und kompositorischer Freiheit.“ Schoof arbeitete weiterhin mit Künstlern wie Albert Mangelsdorff, Peter Brötzmann, Mal Waldron, Irène Schweizer, Alexander von Schlippenbach, der Kenny Clarke/Francy Boland Big Band, dem Gil Evans Orchester, den German Allstars und dem George Russell-Sextett zusammen. Außerdem wirkt er seit Gründung 1966 im Globe Unity Orchestra mit. Als Arrangeur und Solist war er auch für Kurt Edelhagen tätig.
Auch Schoofs Interpretationen verschiedener Werke der Neuen Musik (etwa Die Soldaten von Bernd Alois Zimmermann oder von Johannes Fritsch) sorgten für Aufsehen. Nachdem er Anfang der 1970er Jahre mit seinem New Jazz Trio auftrat, das er auch mit einem gekonnt improvisierenden Streichquintett kombinierte, gründete er 1975 sein zweites Quintett, zu dem neben dem Luxemburger Bassklarinettisten Michel Pilz und dem niederländischen Keyboarder Jasper van’t Hof die Rhythmusgruppe des klassischen Albert-Mangelsdorff-Quintetts (Günter Lenz und Ralf Hübner) gehörte. Die mit diesem Quintett eingespielte Platte Scales wurde 1977 als „eine virtuose und zugleich farbige Musik, in der in besonderer Weise Intellektuelles und Emotionales zusammenspielen,“ mit dem Großen Deutschen Schallplattenpreis ausgezeichnet. 1980 erhielt Schoof den 1. Preis der Union Deutscher Jazzmusiker. In jenem Jahr gründete er das Schoof-Orchester und begann 1982 eine mehrjährige Zusammenarbeit mit dem Pianisten Rainer Brüninghaus. Seit 1987 ist er Mitglied der George Gruntz Concert Jazzband und des European Jazz Ensemble. Von 1996 an spielte er mit Albert Mangelsdorff, Klaus Doldinger, Wolfgang Dauner und Eberhard Weber in der Allstarformation Old Friends.
Obwohl Pionier des freien Jazz, hat er stets auch die Bindung an Formmodelle und Akkordmaterial der Tradition betont und auf die Zweckmäßigkeit auskomponierter Partien gesetzt. „Seiner Neigung zur Chromatik im harmonisch-melodischen Bereich entspricht im Rhythmischen eine Vorliebe für Rubati, die mit sicherem Gefühl für Spannung eingesetzt werden“ (Martin Kunzler). Jenseits des Jazz komponierte er Chor- und Orchesterwerke, darunter ein 1969 mit den Berliner Philharmonikern uraufgeführtes Trompetenkonzert, und schrieb 1975 eine Auftragskomposition für die Donaueschinger Musiktage. Auch verfasste er zahlreiche Film- und Fernsehmusiken, unter anderem zur WDR-Erfolgsserie Der Spatz vom Wallrafplatz. Außerdem ist er an der musikalischen Gestaltung der Sendung mit der Maus beteiligt. Er komponierte z. B. das Lied Wir sind die sechs von der Müllabfuhr und den Zahnpasta-Rap.
Seit 1972 ist Manfred Schoof musikpädagogisch tätig. Er war seit 1981 Dozent für Trompete und Jazz-Geschichte an der Kölner Musikhochschule. Er ist Mitglied im Aufsichtsrat der GEMA und gehört dem Vorstand der Union Deutscher Jazzmusiker an.
Im Dezember 2006 wurde Manfred Schoof das Bundesverdienstkreuz am Bande verliehen.

## Auswahldiskografie

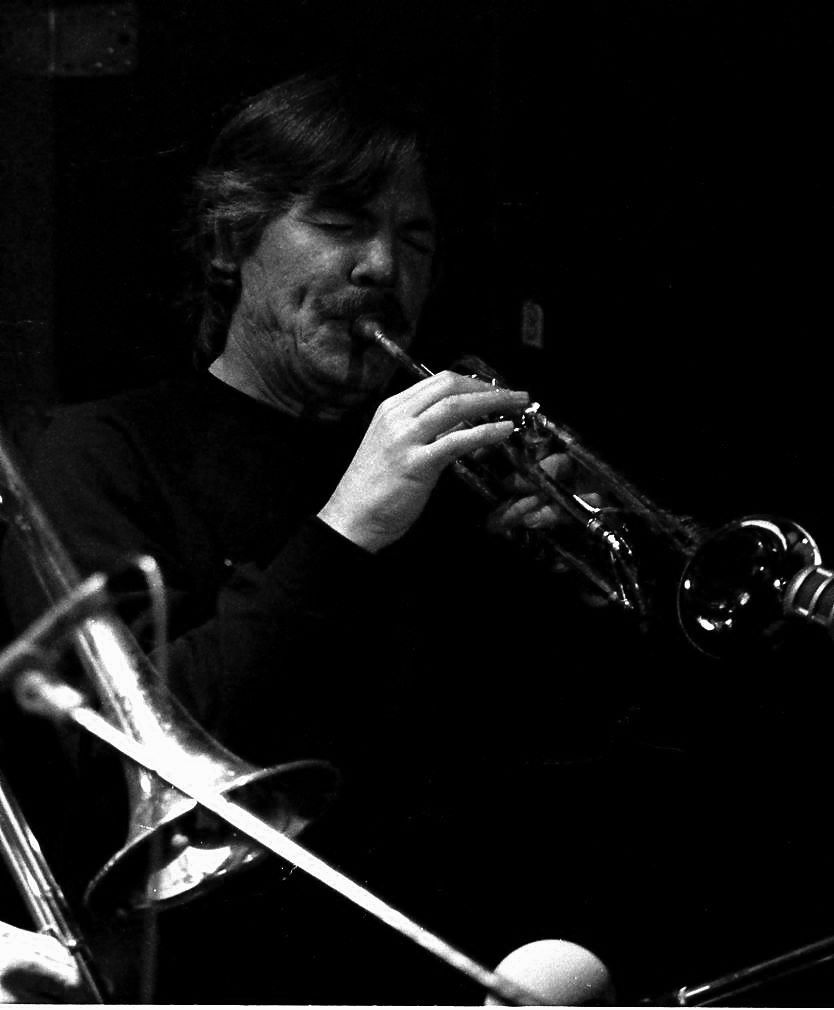
Manfred Schoof (1984 in Hamburg)

- Manfred Schoof Quintett: Voices (Manfred Schoof (tp, cornet); Gerd Dudek (ts); Alexander von Schlippenbach (p); Buschi Niebergall (b); Jaki Liebezeit (d) 1966, München).
- Manfred Schoof Orchestra: European Echoes (Enrico Rava (tp); Manfred Schoof (tp); Hugh Steinmetz (tp); Peter Brötzmann (ts); Gerd Dudek (ts); Evan Parker (ss); Paul Rutherford (tb); Derek Bailey (g); Fred Van Hove (p); Alexander von Schlippenbach (p); Irène Schweizer (p); Arjen Gorter (b); Peter Kowald (b); Buschi Niebergall (b); Han Bennink (d); Pierre Favre (d) Juni 1969, Bremen) FMP 0010)
- New Jazz Trio: Page One (Manfred Schoof (tp); Peter Trunk (b); Cees See (dr)) MPS 1970
- New Jazz Trio + Streichquintett: Page Two (mit denselben sowie u. a. Johannes Fritsch, Manfred Niehaus) MPS 1972
- Manfred Schoof Quintett: Scales (Michel Pilz (bcl); Jasper van’t Hof (keyb); Günter Lenz (b); Ralf Hübner (dr)) JAPO 1977
- Manfred Schoof Quintett: Light Lines (Michel Pilz (bcl); Jasper van’t Hof (keyb); Günter Lenz (b); Ralf Hübner (dr)) JAPO 1978
- Manfred Schoof Quintett: Horizons (Michel Pilz (bcl); Rainer Brüninghaus (keyb); Günter Lenz (b); Ralf Hübner (dr)) JAPO 1980
- Manfred Schoof Orchester + Albert Mangelsdorff, Wolfgang Dauner, Eberhard Weber: Reflections. MOOD 1984
- Manfred Schoof: Meditation (mit Jasper van’t Hof (keyb)). UBM 1987
- Manfred Schoof, Rainer Brüninghaus: Shadows & Smiles. Wergo 1989
- Manfred Schoof Quintett: Resonance (Kompilation aus Inhalten der 3 JAPO Tonträger) ECM 2009
- Tony Oxley Quintet: Angular Apron. Corbett vs. Dempsey 2024

als Interpret Neuer Musik
- Bernd Alois Zimmermann: Requiem für einen jungen Dichter. Wergo

## Lexigraphische Einträge
- Wolf Kampmann (Hrsg.), unter Mitarbeit von Ekkehard Jost: Reclams Jazzlexikon. Reclam, Stuttgart 2003, ISBN 3-15-010528-5.
- Martin Kunzler: Jazz-Lexikon. Band 2: M–Z (= rororo-Sachbuch. Bd. 16513). 2. Auflage. Rowohlt, Reinbek bei Hamburg 2004, ISBN 3-499-16513-9.